# Fahrenheit (berg- och dalbana)
Fahrenheit är en berg- och dalbana i nöjesparken Hersheypark, Pennsylvania, USA. Banan, som är byggd av stål och innehåller sex inversioner, togs i drift 24 maj 2008.